# Keiji Sada

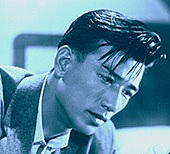
Keiji Sada, 1951

Keiji Sada (japanisch 佐田 啓二, Sada Keiji, eigentlich: Kan’ichi Nakai (中井寛一, Nakai Kan’ichi); * 9. Dezember 1926 in Kyoto; † 17. August 1964 in Nirasaki) war ein japanischer Schauspieler. Während seiner Filmkarriere von 1947 bis 1964 wirkte er in insgesamt 75 Filmen mit.

## Leben
Sada wurde 1926 in Shimogyō-ku, Kyōto als Kanichi Nakai, in eine Kaufmannsfamilie geboren. Er besuchte die 2. Handelsoberschule Kyōto und begann nach seinem Abschluss an der Waseda-Universität in Tokio ein Studium für Politikwissenschaft und Volkswirtschaftslehre. Während seines Studiums wohnte er in einer Pension des Schauspielers Shūji Sano und nach Beendigung des Studiums erhielt er einen Vertrag bei den Shōchiku-Filmstudios in Kanagawa.
Bei seinem Filmdebüt im Jahr 1947, Fushichō, unter der Regie von Keisuke Kinoshita, spielte er an der Seite von Kinuyo Tanaka einen Ehemann, der nach den Flitterwochen zurück in den Krieg muss und nicht wiederkehrt. Durch die Zusammenarbeit mit Tanaka, die zu der Zeit bereits ein bekannter Filmstar war, wurde Sadas Karriere gleich zu Beginn gefördert. Später in diesem Jahr wurde er für die Hauptrolle in Kane no Naru Oka, einer Verfilmung eines populären NHK-Hörspiels ausgewählt. Sadas Karriere nahm in den 1950er Jahren weiterhin Fahrt auf und er drehte mehrere Filme pro Jahr. 1951 spielte er in Japans erstem Farbfilm Carmen kehrt heim zusammen mit Hideko Takamine und Shûji Sano, wieder unter der Regie von Keisuke Kinoshita, die Rolle eines jungen Lehrers. 1953 spielte er bei der dreiteilige Filmversion von Kimi no na wa: Dai-ni-bu zusammen mit Keiko Kishi die Hauptrolle. Der zweite Teil Kimi no na wa, der im Dezember 1953 veröffentlicht wurde, und der dritte Kimi no na wa: Dai-san-bu, der im April 1954 veröffentlicht wurde, standen an der Spitze der Kinocharts und waren äußerst populär. Für Anata Kaimasu, wurde er 1957 mit dem Mainichi Film Award und dem Blue Ribbon Award als Bester Schauspieler für die Rolle des Daisuke Kishimoto, einen professionellen und ehrgeizigen Baseball Scout, ausgezeichnet. In seiner letzten Rolle spielte er in Amai ase (1964) neben Machiko Kyō und unter der Regie von Shirō Toyoda die Rolle des Tatsuoka. Der Film wurde erst nach seinem Tod aufgeführt.
Sada wurde am 17. August 1964 bei einem Autounfall in Nirasaki, Präfektur Yamanashi, getötet, als er auf der Rückfahrt aus dem Sommerurlaub in der Präfektur Nagano zurückkehrte. Auf dem Aoyama-Friedhof in Tokio wurde eine Gedenkveranstaltung abgehalten, an der tausende Fans teilnahmen. Seine letzte Ruhestätte fand er im Tempel von Engaku-ji in Kamakura. Er war der Vater der Schauspielerin Kie Nakai (* 1957) und des Schauspielers Kiichi Nakai (* 1961).

## Filmografie (Auswahl)
(Filme unter Ozu Yasujirō sind mit einem * gekennzeichnet)
- 1947: Fushichō
- 1951: Carmen kehrt heim (Karumen kokyō ni kaeru)
- 1953: Kimi no na wa
- 1953: Kimi no na wa: Dai-ni-bu (2.)
- 1954: Kimi no na wa: Dai-san-bu (3.)
- 1956: Taifū sōdōki
- 1956: Anata kaimasu
- 1958: Sommerblüten (Higanbana) *
- 1959: Guten Morgen (Ohayō) *
- 1959: Barfuß durch die Hölle (Ningen no jōken)
- 1960: Spätherbst (Akibiyori) *
- 1962: Ein Herbstnachmittag (Sanma no aji) *
- 1964: Amai ase

## Auszeichnungen
Blue Ribbon Award
- 1957: Bester Hauptdarsteller für Taifū sōdōki (台風騒動記) und Anata kaimasu (あなた買います)

Kinema Junpo Award
- 1957: Bester Hauptdarsteller für Anata kaimasu (あなた買います)

Mainichi Film Concours
- 1957:  Bester Hauptdarsteller für Taifū sōdōki (台風騒動記) und Anata kaimasu (あなた買います)
- 1965:  Spezialpreis